# Jeff Ballard
Jeff Ballard (Santa Cruz, 1963. szeptember 17. –) amerikai dzsesszdobos.

## Pályafutása
Dél-Kaliforniában született, Santa Cruzban nőtt fel. 14 évesen kezdett dobolni. A Cabrillo Főiskolán zeneelméletet tanult. Számos együttessel együtt turnézott, közbenkialakítva közben saját dobstílusát.
Játszott Ray Charles-szal, Pat Methenyvel, Chick Coreaval különböző együttesekben, mint például az Origin vagy a Chick Corea New Trio. Számos New York-i dzsesszzenésznek is partnere: Reid Anderson, Brad Mehldau, Kurt Rosenwinkel, Mark Turner, Miguel Zenon, Eli Degibri, Joshua Redman Elastic Band. Tagja a Brad Mehldau triónak és a Fly közös triónak; a Mark Turner, a Larry Grenadier, a Jeff Ballard Trio, a Jeff Ballard Fairgrounds együttes vezetője.

## Lemezek

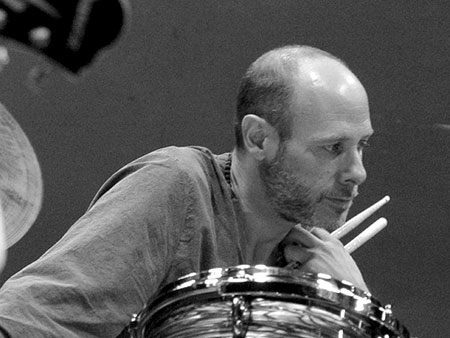
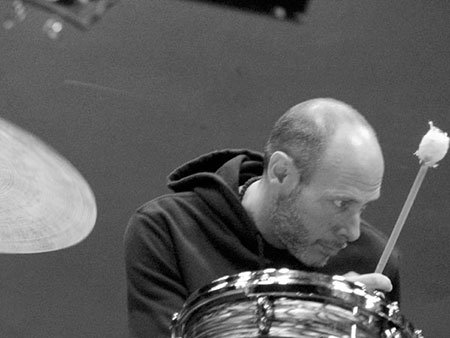
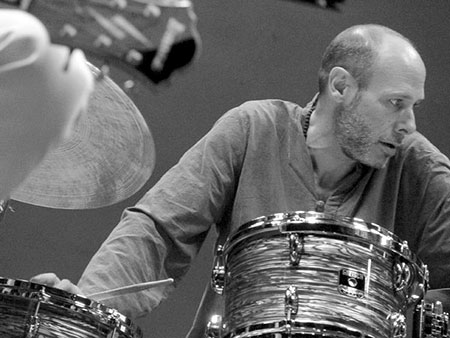
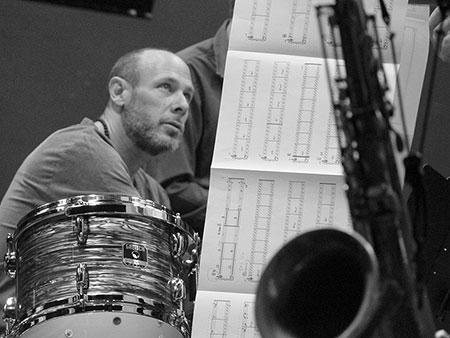

## Díjak
- 2014: Best Debut Album, NPR Music Jazz Critics Poll, Time's Tales
- 2015: Best Instrumentalist / International Drums/Percussion, Echo Jazz Awards